# Чужмозеро
Чу́жмозеро — российское озеро в Медвежьегорском районе Республики Карелия.

## Общие сведения
Расположено на Заонежском полуострове Онежского озера. Озеро узкой формы, вытянуто с северо-запада на юго-восток, в северной части озера находятся два крупных залива: Васенская губа и Чублацкая губа. Берега в основном высокие, скалистые, покрыты смешанным лесом. На озере 15 островов, самый крупный — остров Большой длиной около 1 км.
Основной приток осуществляется через протоку из Гахкозера. Сток через протоку Чужмуксу в лесное озеро-ламбу Воздвиженское и далее в Онежское озеро.
Дно покрыто илистыми отложениями, прибрежная зона дна каменистая. Высшая водная растительность представлена в основном небольшими зарослями тростника в заливах.
В озере обитают ряпушка, плотва, щука, окунь, налим, ёрш.